# Comuna Brebu Nou, Caraș-Severin
Brebu Nou (în maghiară: Temesfö, în germană: Weidenthal) este o comună în județul Caraș-Severin, Banat, România, formată din satele Brebu Nou (reședința) și Gărâna.

## Demografie
Componența etnică a comunei Brebu Nou
     Români (68,67%)
     Germani (21,69%)
     Alte etnii (1,81%)
     Necunoscută (7,83%)
Componența confesională a comunei Brebu Nou
     Ortodocși (60,84%)
     Romano-catolici (24,1%)
     Fără religie (3,61%)
     Atei (1,81%)
     Alte religii (1,81%)
     Necunoscută (7,83%)
Conform recensământului efectuat în 2021, populația comunei Brebu Nou se ridică la 166 de locuitori, în creștere față de recensământul anterior din 2011, când fuseseră înregistrați 119 locuitori. Majoritatea locuitorilor sunt români (68,67%), cu o minoritate de germani (21,69%), iar pentru 7,83% nu se cunoaște apartenența etnică. Din punct de vedere confesional, majoritatea locuitorilor sunt ortodocși (60,84%), cu minorități de romano-catolici (24,1%), fără religie (3,61%) și atei (1,81%), iar pentru 7,83% nu se cunoaște apartenența confesională.

## Politică și administrație
Comuna Brebu Nou este administrată de un primar și un consiliu local compus din 9 consilieri. Primarul, Iosif-Gabriel Bordea[*], de la Partidul Social Democrat, este în funcție din 1 noiembrie 2024. Începând cu alegerile locale din 2024, consiliul local are următoarea componență pe partide politice:
|  | Partid                    | Consilieri | Componența Consiliului | Componența Consiliului | Componența Consiliului | Componența Consiliului | Componența Consiliului |
|  | ------------------------- | ---------- | ---------------------- | ---------------------- | ---------------------- | ---------------------- | ---------------------- |
|  | Partidul Social Democrat  | 5          |                        |                        |                        |                        |                        |
|  | Partidul Național Liberal | 2          |                        |                        |                        |                        |                        |
|  | Uniunea Salvați România   | 1          |                        |                        |                        |                        |                        |
|  | Forța Dreptei             | 1          |                        |                        |                        |                        |                        |

## Atracții turistice
- Biserica romano-catolică din satul Brebu Nou
- Munții Semenicului
- Masivul Cuca
- Case tradiționale germane
- Depresiunea Gărâna

## Imagini

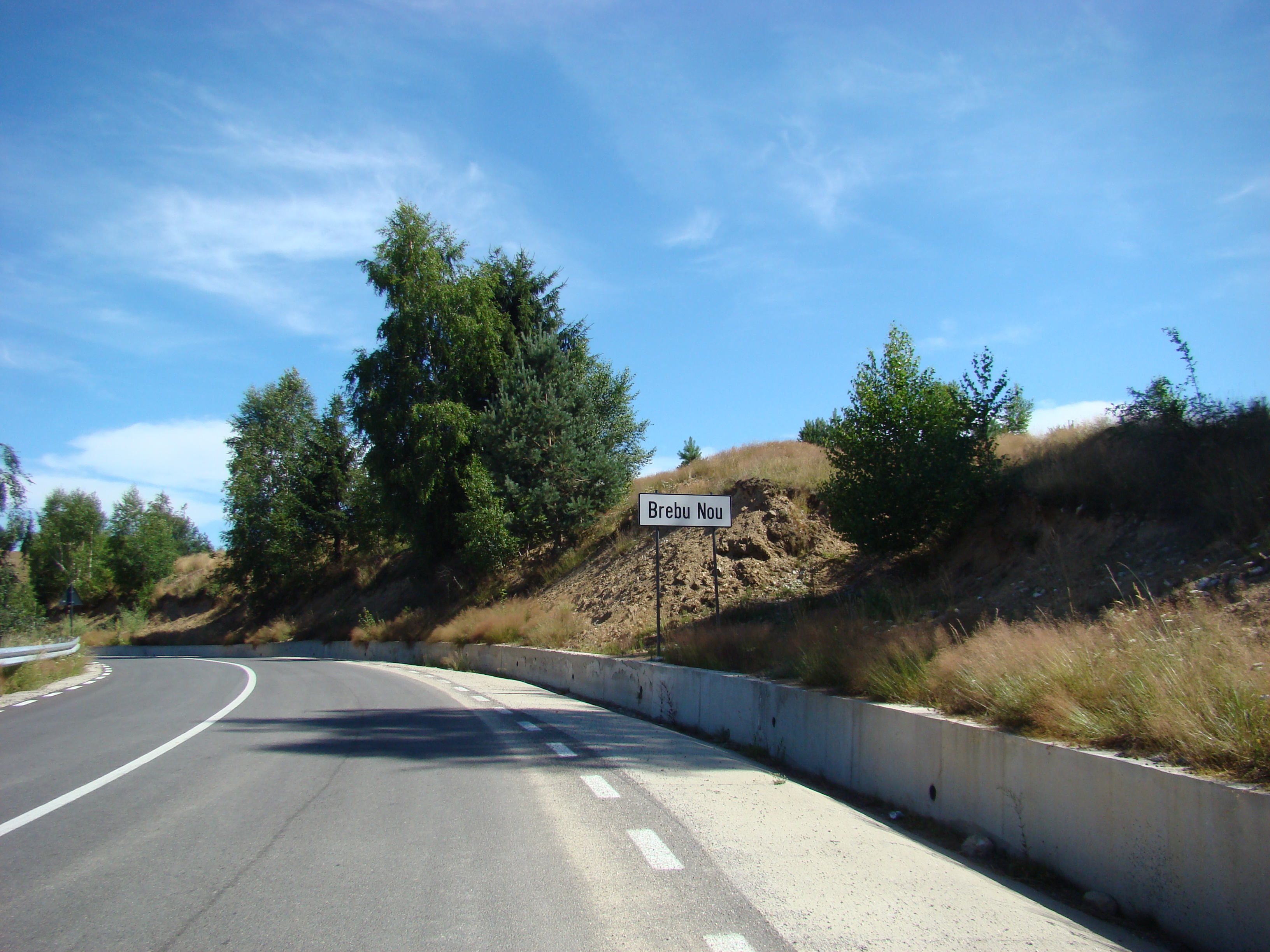
Intrarea în localitate
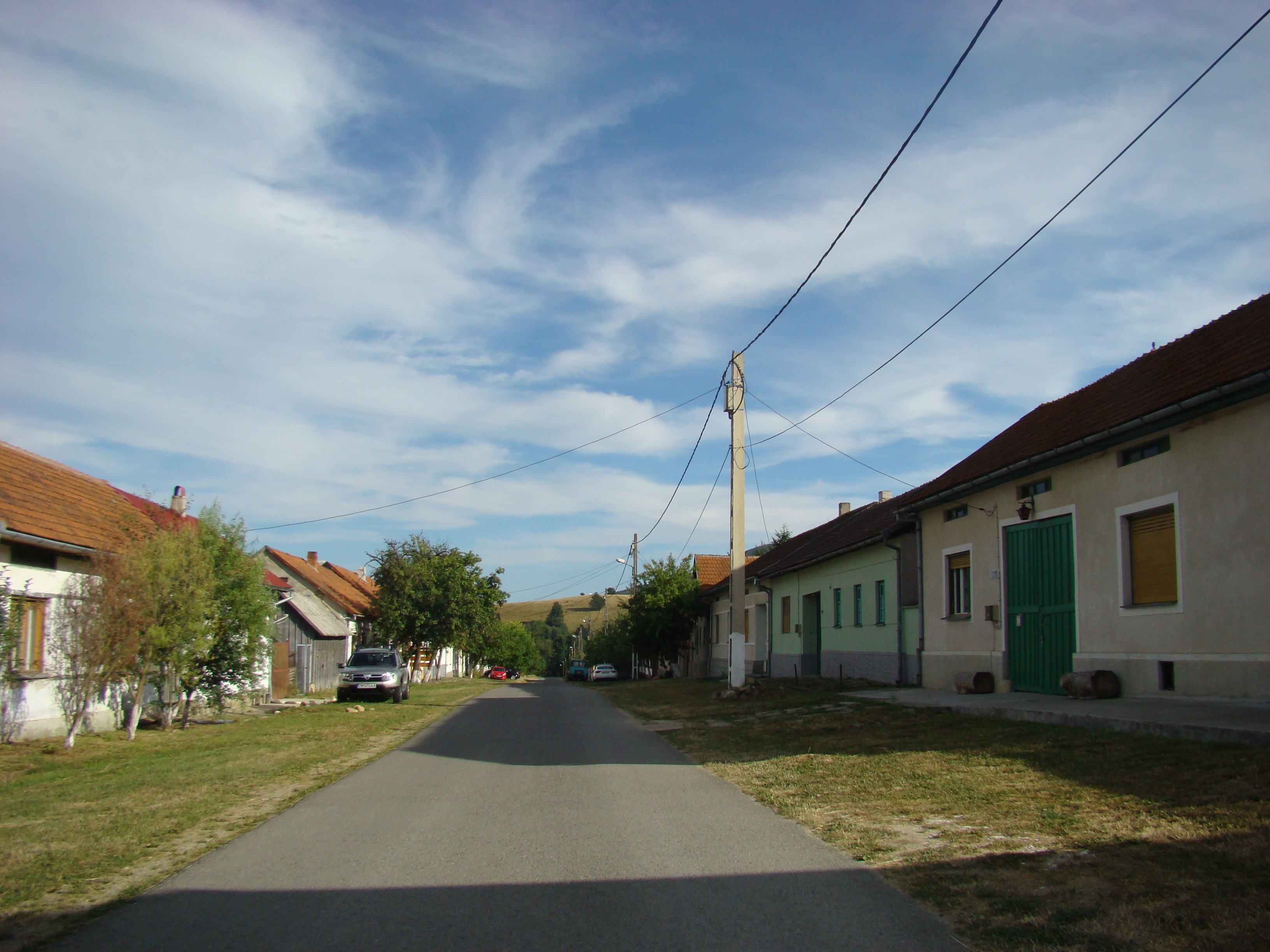
Strada principală
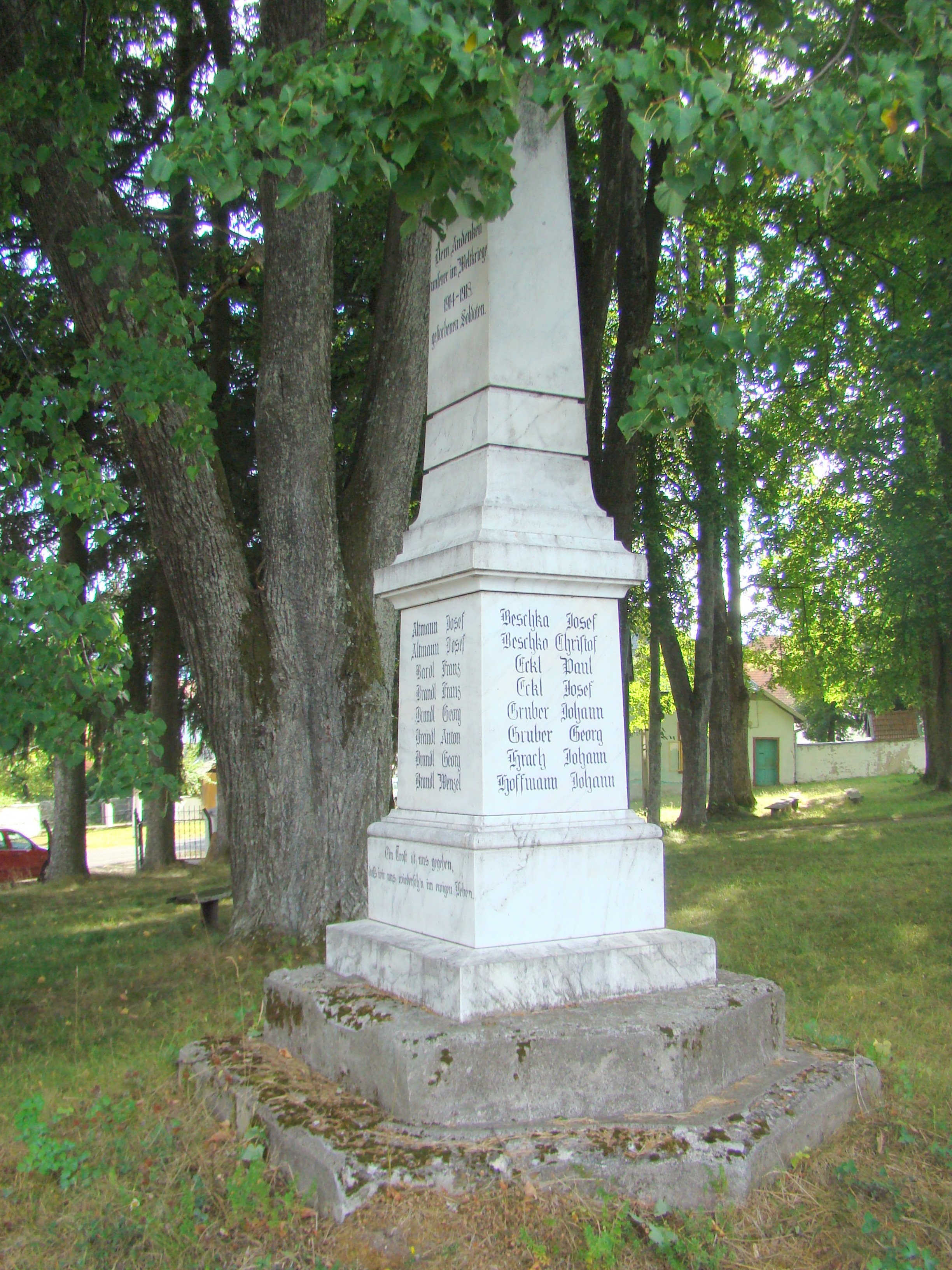
Monumentul eroilor
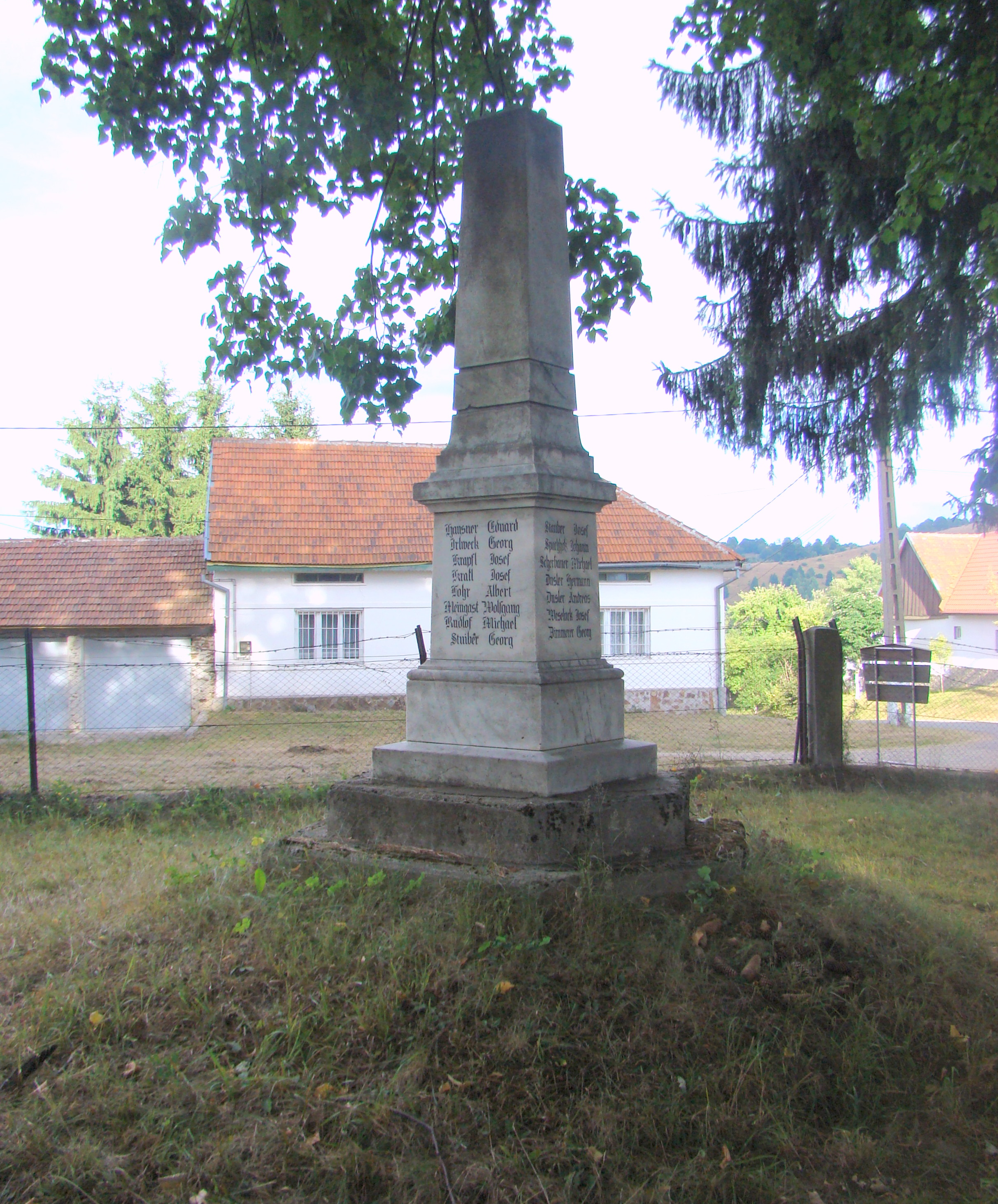
Monumentul eroilor
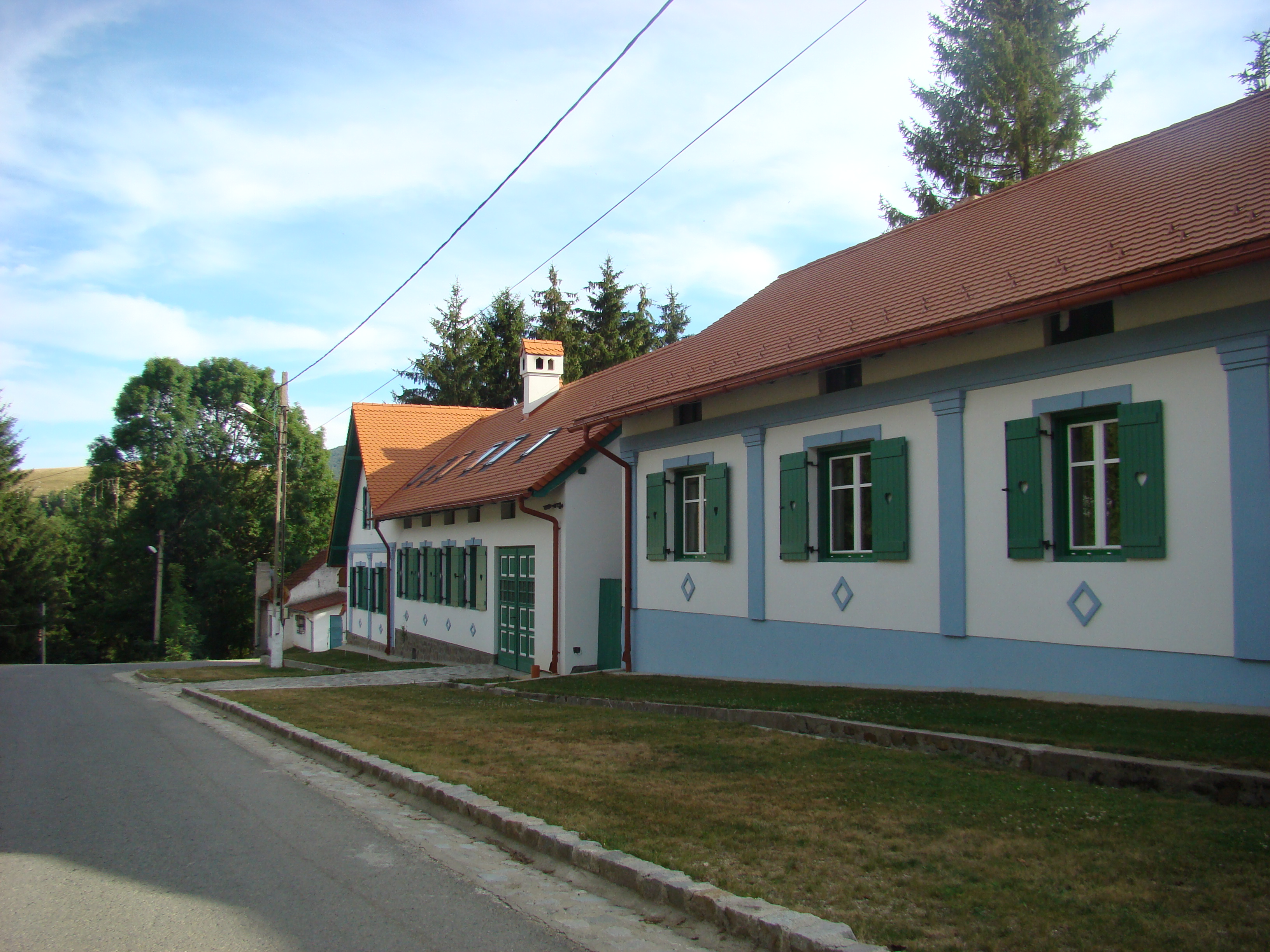
Case tradiționale
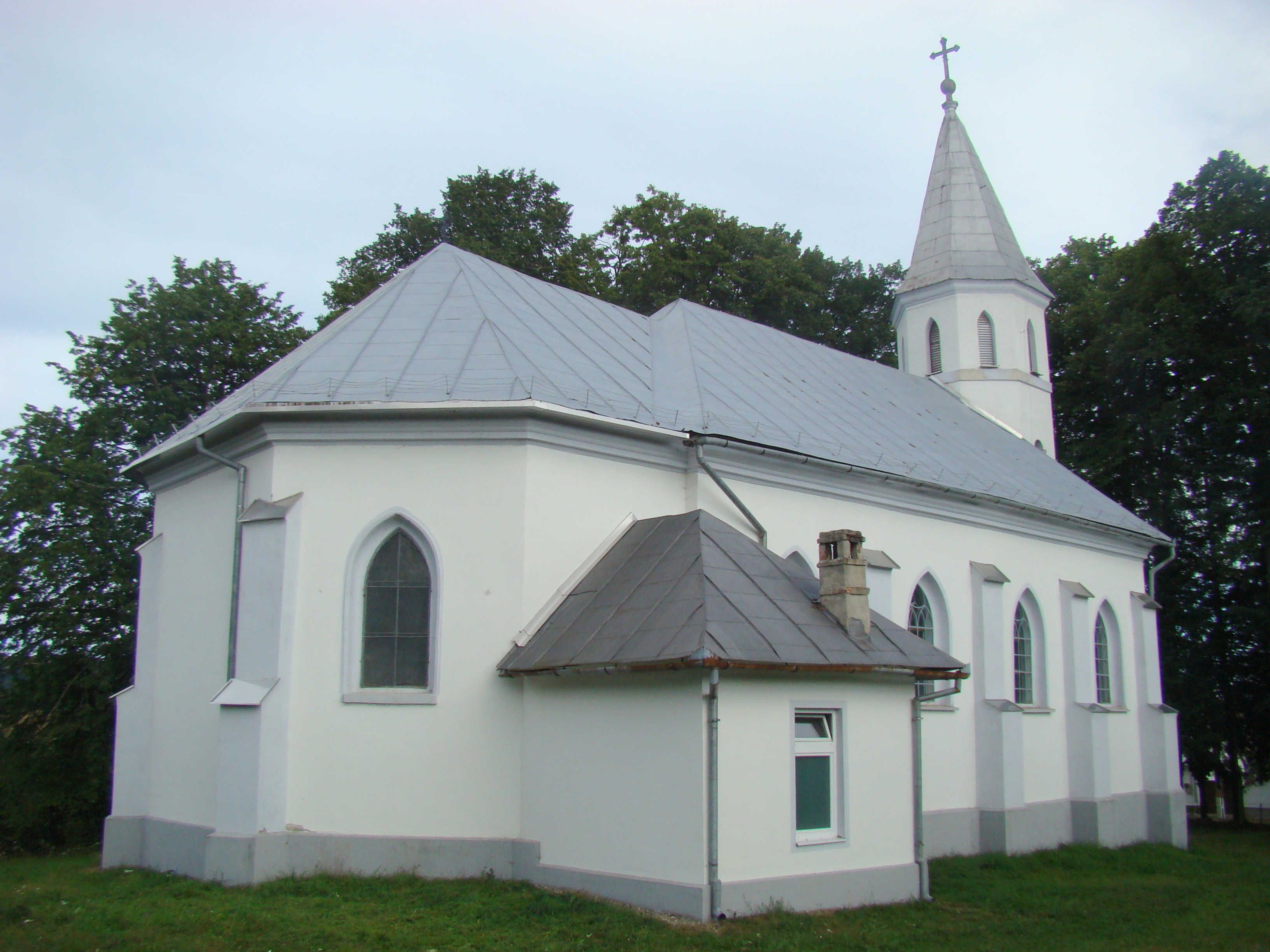
Biserica romano-catolică
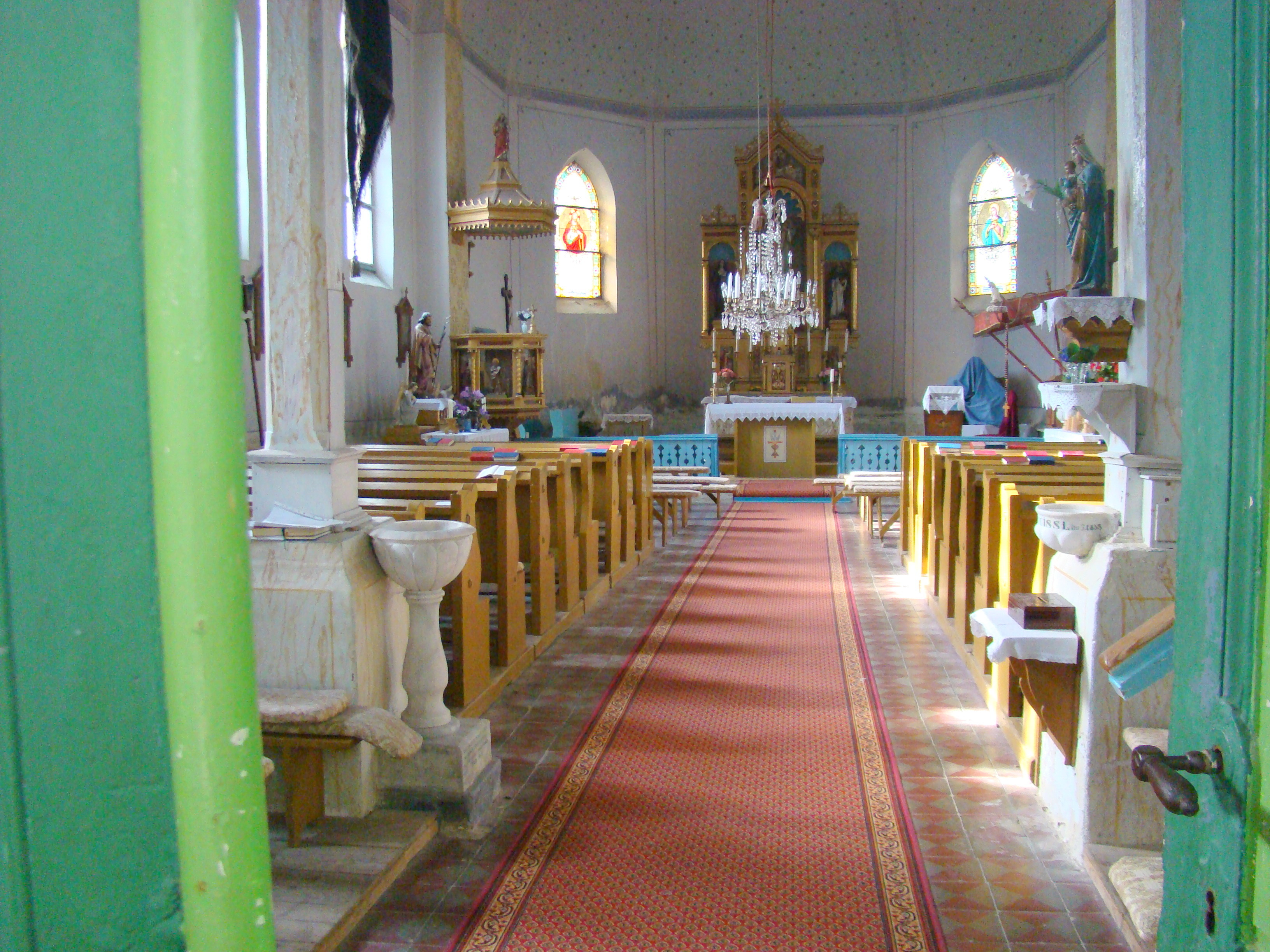
Nava spre altar
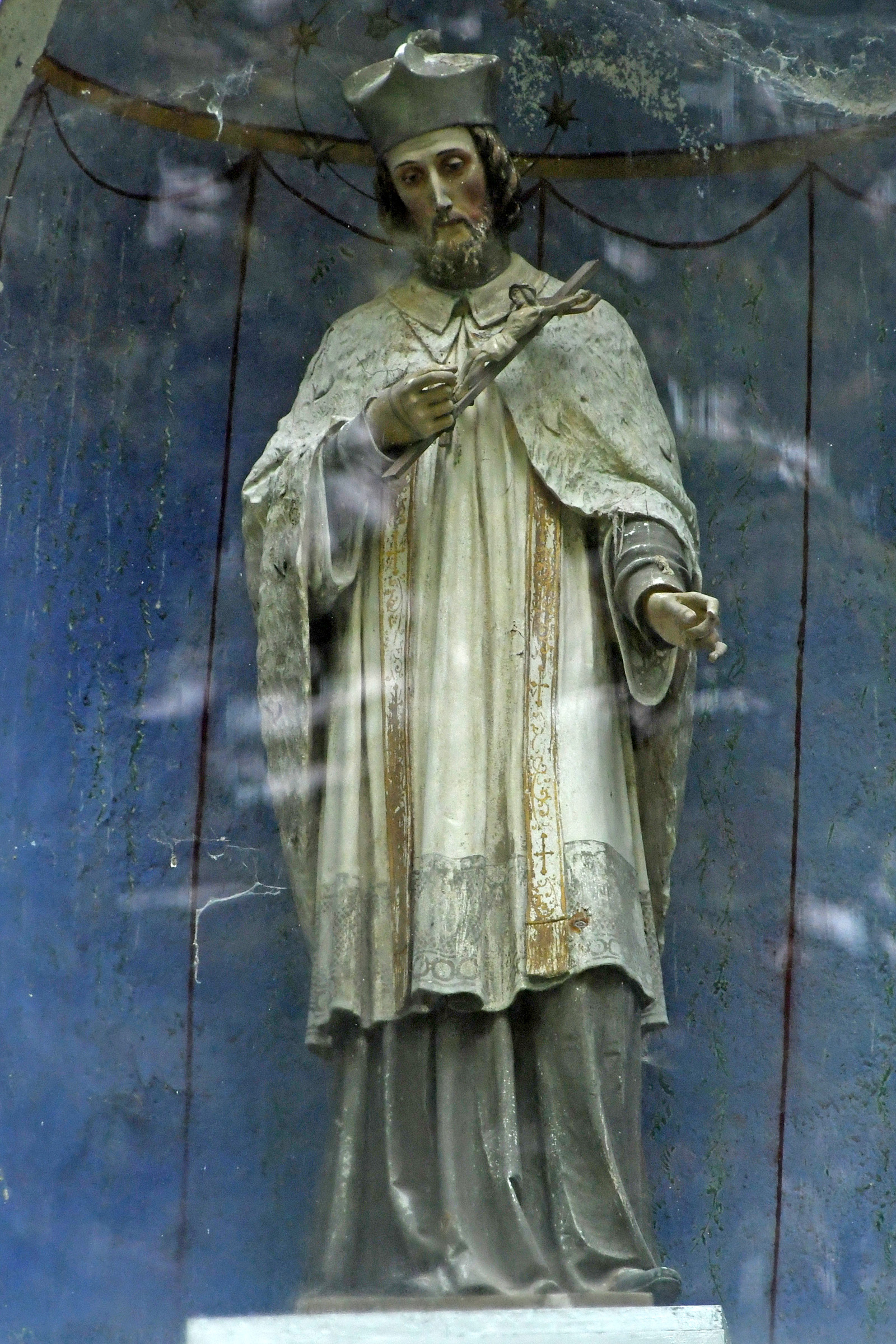
Statuia lui Ioan Nepomuk
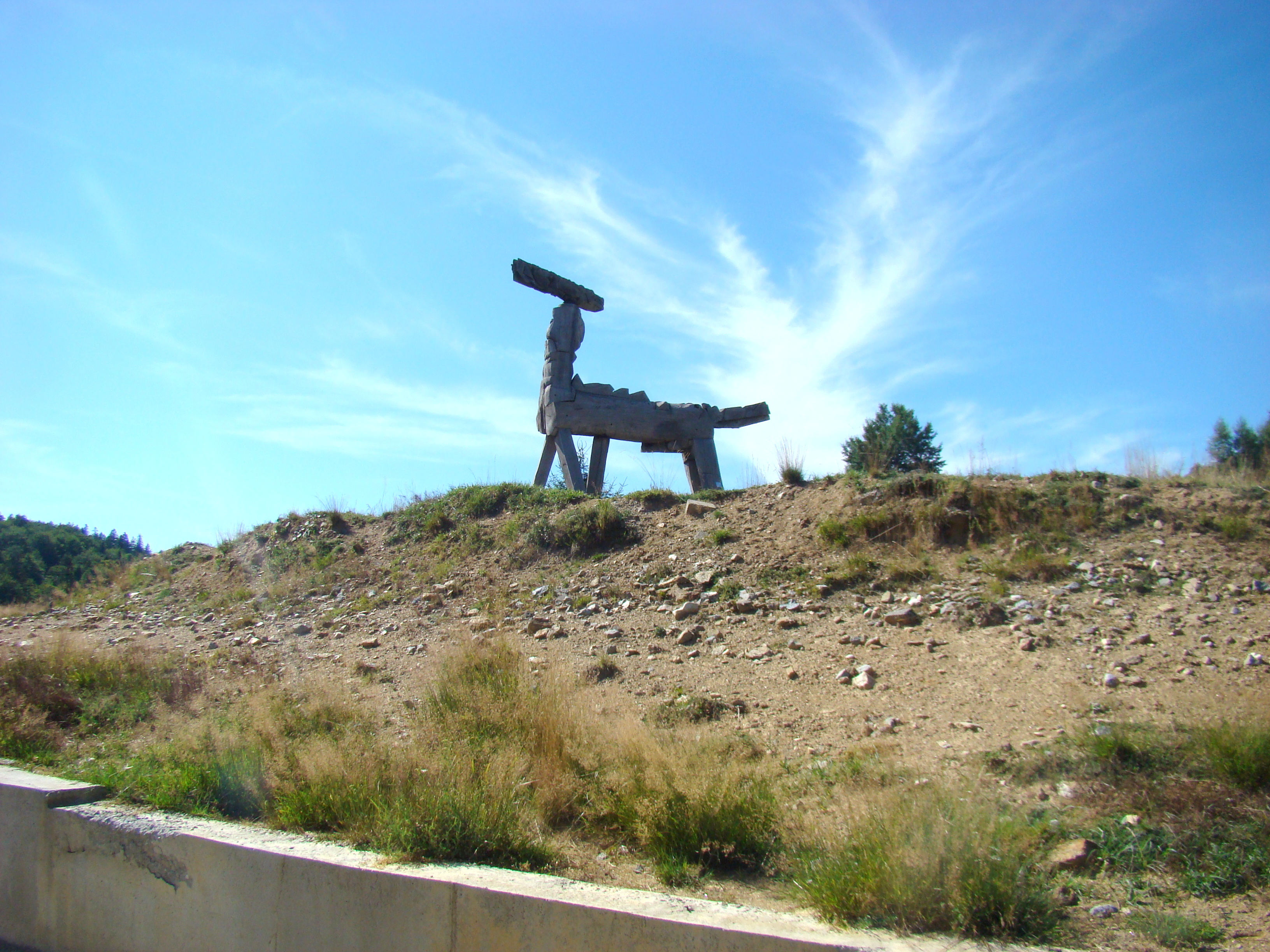
Gărâna
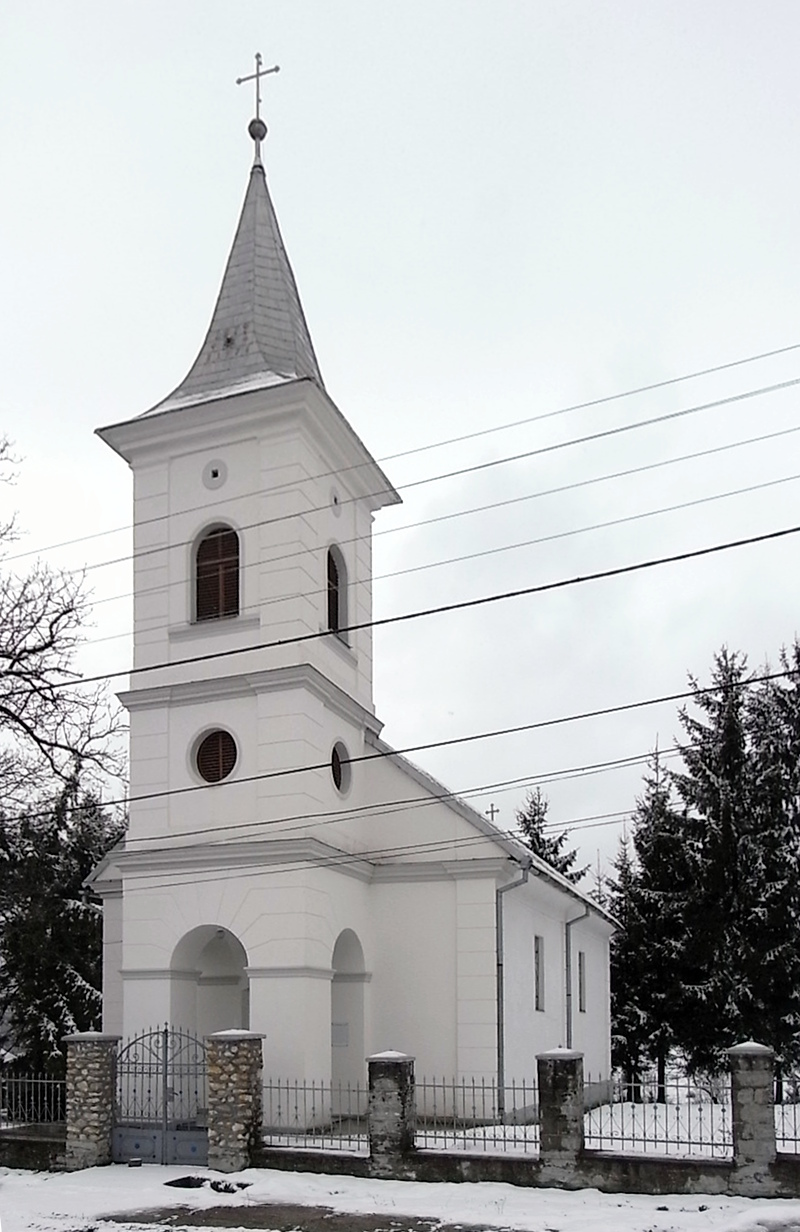
Biserica romano-catolică